# 片野東四郎
片野 東四郎（かたの とうしろう、1845年（弘化2年8月） - 1894年（明治27年）2月20日）は、日本の政治家、衆議院議員（1期）。

## 経歴
尾張国名古屋（現・名古屋市）生まれ。書籍商、出版業を営み、愛知県会議員、名古屋市会議員、同参事会員となる。
1892年の第2回衆議院議員総選挙において愛知4区から独立倶楽部所属で立候補して当選する。衆議院議員を1期務めた。1893年12月に衆議院解散となったが、次の第3回衆議院議員総選挙は不出馬（1894年3月に実施）。選挙中の1894年2月に死去した。
片野東四郎は名古屋の江戸時代末期の代表的な版元永楽屋の代々当主であり、5代目東四郎がこれにあたる。本名は片野東郷。
このあと7代まで永楽屋は続いたが、昭和20年代に廃業。現在は片野家の子孫が当時の出版依頼者であった葛飾北斎の年賀状、書状、本居宣長の書状、古事記伝の版木（本居宣長記念館に預託）などを管理。2023年現在名古屋市内に在住。9代目東四郎として存命。